# Daniel Marinac
Daniel Marinac es un deportista australiano que compitió en taekwondo. Ganó una medalla de oro en el Campeonato de Oceanía de Taekwondo de 2012, en la categoría de –58 kg.

## Palmarés internacional
| Campeonato de Oceanía | Campeonato de Oceanía  | Campeonato de Oceanía | Campeonato de Oceanía |
| Año                   | Lugar                  | Medalla               | Categoría             |
| --------------------- | ---------------------- | --------------------- | --------------------- |
| 2012                  | Gold Coast (Australia) | Medalla de oro        | –58 kg                |